# Харати, Натела Владимировна
Натела Владимировна Харати (1927, Гурийский уезд, ССР Грузия) — колхозница колхоза «Ахалгазрда Комунисти» («Молодой коммунист») Махарадзевского района, Грузинская ССР. Герой Социалистического Труда (1949).

## Биография
Родилась в 1927 году в крестьянской семье в одном из сельских населённых пунктов (предположительно в селе Нагомари) Гурийского уезда. Трудовую деятельность начала в годы Великой Отечественной войны на чайной плантации колхоза «Ахалгазрда Комунисти» Махарадзевского района.
В 1948 году собрала 6020 килограммов чайного листа на участке площадью 0.5 гектара. Указом Президиума Верховного Совета СССР от 29 августа 1949 года удостоена звания Героя Социалистического Труда за «получение высоких урожаев сортового зелёного чайного листа и цитрусовых плодов в 1948 году» с вручением ордена Ленина и золотой медали «Серп и Молот» (№ 4554).
Этим же указом званием Героя Социалистического Труда были награждены председатель колхоза Севериан Моисеевич Мухашаврия, колхозный агроном Александр Михайлович Талаквадзе и колхозницы Елпидия Николаевна Мгеладзе, Тамара Куприановна Тугуши и Наташа Давидовна Хинтибидзе.
За выдающиеся трудовые достижения по итогам работы в 1950 году награждена вторым Орденом Ленина.
После выхода на пенсию проживала в Мазарадзевском районе.
Награды
- Герой Социалистического Труда
- Орден Ленина — дважды (1949; 05.07.1951)